# Кона (кофе)
Кофе Кона — разновидность арабики, произрастающая на склонах вулканов Хуалалаи и Мауна-Лоа на севере и юге региона Кона Большого Острова штата Гавайи. Кона — один из самых дорогих сортов кофе в мире. Погодные условия региона — солнечное утро, облачность или дождь после обеда, слабый ветер и ночной штиль в сочетании с пористой, богатой минералами вулканической почвой создают благоприятные условия для выращивания кофе.

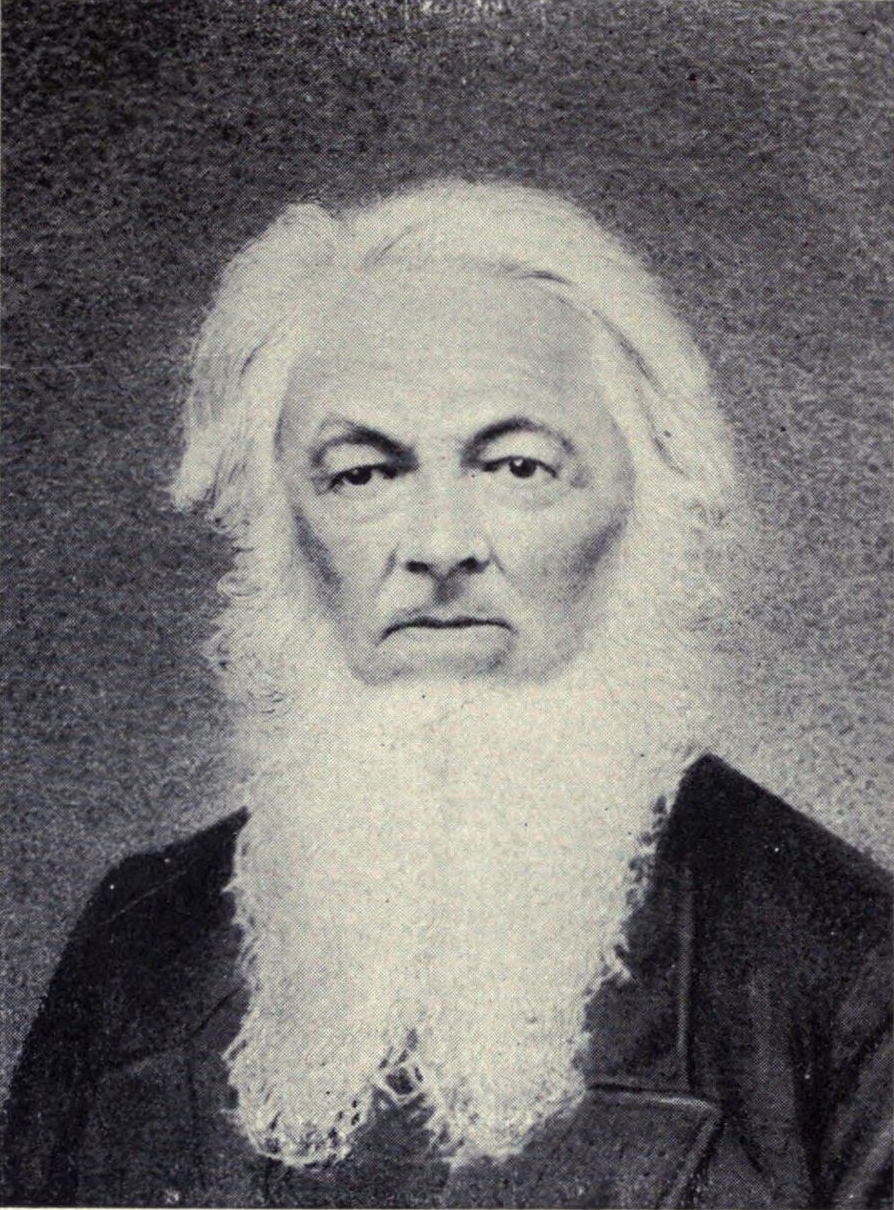
Сэмюэл Рагглз, привёзший кофе в Кону в 1828 году